# Roman Lechtchenko
Roman Lechtchenko (ukrainien : Лещенко Роман Миколайович), est un homme politique ukrainien. Il est ministre de la politique agraire et de l'alimentation (uk) de l'Ukraine entre décembre 2020 et mars 2022.

## Biographie
Roman Lechtchenko (ukrainien : Лещенко Роман Миколайович) est diplômé de la Faculté de droit de l'université nationale Taras-Chevtchenko de Kiev.
Il est directeur du Service d'État de l'Ukraine pour la géodésie, la cartographie et le cadastre jusqu'à sa nomination au gouvernement.
Le 17 décembre 2020, il devient ministre de la politique agraire et de l'alimentation (uk) dans le gouvernement Chmyhal après que la Verkhovna Rada a soutenu sa nomination par 242 voix « pour ».
Le 24 mars 2022, il présente sa démission pour des raisons de santé. Celle-ci est validée le même jour par la Verkhovna Rada avec 321 voix favorables, qui approuve également la nomination de son successeur, Mykola Solsky.